# William Harrison (Autor)
William Neal Harrison (* 29. Oktober 1933 in Dallas, Texas; † 22. Oktober 2013 in Fayetteville, Arkansas) war ein US-amerikanischer Schriftsteller und Professor der Anglistik.

## Leben
Harrison machte 1955 seinen Abschluss an der Texas Christian University in Fort Worth und heiratete 1957 Merlee Kimsey. Aus der Ehe gingen drei Kinder hervor. 
William Harrison schrieb die Kurzgeschichte Rollerball Murders und später das Drehbuch zu dem davon inspirierten Science-Fiction-Film Rollerball von 1975, der vielen als Klassiker des Genres gilt, ebenso wie für die 2002 gedrehte Neuverfilmung gleichen Titels, die jedoch von der Kritik verrissen wurde.
Gegenüber seinen Studenten (während eines Kurses über das Schreiben für die Leinwand um 1989) soll er über den Regisseur des Films von 1975, Norman Jewison, gesagt haben: „Er hat alles mit meinem Drehbuch gemacht, außer es zu benutzen.“
Darüber hinaus schrieb er das Drehbuch zu Land der schwarzen Sonne (Mountains of the Moon) aus dem Jahr 1990, der die Expedition von Captain Richard Francis Burton und Lt. John Hanning Speke behandelt, die im Namen Königin Victorias die Quelle des Nils ausfindig machen soll.

## Bibliografie

### Romane
- 1965 The Theologian
- 1969 In a Wild Sanctuary
- 1971 Lessons in Paradise
- 1976 Africana
- 1979 Savannah Blue
- 1980 Brubaker
- 1982 Burton and Speke
- 1989 Three Hunters
- 2000 The Blood Latitudes
- 2011 Black August

### Kurzgeschichtensammlungen
- 1975 Roller Ball Murder and Other Stories
- 1998 The Buddha in Malibu: Stories
- 2005 Texas Heat and Other Stories

### Nicht-Fiktionales
- 2010 The Mutations of Rollerball: Essays

## Filmografie
als Drehbuchautor:

### Kino
- 1975: Rollerball
- 1990: Land der schwarzen Sonne (Mountains of the Moon)

### Fernsehen
- 1979: A Shining Season